# Verizon Tennis Challenge 1995
Il Verizon Tennis Challenge 1995 è stato un torneo di tennis giocato sulla terra verde. È stata la 10ª edizione del Verizon Tennis Challenge che fa parte della categoria World Series nell'ambito dell'ATP Tour 1995.
Si è giocato ad Atlanta dall'1 al 5 maggio 1995.

## Campioni

### Singolare
Michael Chang ha battuto in finale  Andre Agassi con il punteggio di 6–2, 6(6)–7, 6–4

### Doppio
Sergio Casal /  Emilio Sánchez hanno battuto in finale  Jared Palmer /  Richey Reneberg con il punteggio di 6–7, 6–3, 7–6